# Giuliano e i Notturni
Giuliano e i Notturni è un gruppo musicale italiano bubblegum pop e beat, attivo tra il 1968 e il 1969.

## Storia del gruppo
Il gruppo nacque nel 1968 con l'arrivo nel gruppo dei Notturni, un nucleo di cinque elementi di origine vicentina (Oscar Sandri, Gianni Vettorel, Pierluigi Ronzan, Giuseppe Tognon e Roberto Gerard) del cantante Giuliano Cederle, vincitore di cinque puntate di Settevoci, e la nuova formazione prese il nome di "Giuliano e i Notturni"; in un momento successivo si unì anche Radames Trevisan.
Dal 1968 al 1969 il gruppo incise quattro 45 giri e un LP con la casa discografica Ri-Fi. Il brano di maggior successo fu Il ballo di Simone, cover in italiano di Simon Says dei 1910 Fruitgum Company, pubblicata nell'aprile 1968 e classificatasi al 3º posto nella hit parade italiana di quell'anno; divenne famoso anche come ballo di gruppo. Altri brani degni di nota furono Ragazzina ragazzina (cover di Mendocino del Sir Douglas Quintet, del quale esisteva prima anche la versione del gruppo I Nuovi Angeli), L'amore difficile e La giostra della felicità.
La band interruppe la sua attività nel 1969, nel momento in cui il contratto discografico con la Ri-Fi cessò e Giuliano lasciò il gruppo per continuare la carriera da solista incidendo i brani Il ballo dei fiori e Che giorno è.
Il 3 giugno 2023 è ospite della trasmissione I migliori dei migliori anni presentata da Carlo Conti su Rai Uno. Tale occasione tuttavia si ripete l'anno dopo, nell'edizione 2024, segnando il record di essere presente come ospite fin dalla prima edizione.
Il 30 Maggio 2025 a distanza di quasi 60 anni dal "Ballo di Simone" esce il suo nuovo inedito dal titolo "Sempre insieme a Simone". 
Il brano è stato composto da Nicola De Bona, Alessandro La Vela (Alex La Vela), Antonio Altieri, Alessia Arini e dallo stesso Giuliano. Arrangiato da Alex La Vela, registrato presso il GOLD MUSIC STUDIO di Marsala, prodotto e distribuito dall'etichetta discografica Mare Blu Music e edito da Klasse Uno Edizioni e Star Point International!!

## Formazione
- Giuliano Cederle[2] - voce
- Oscar Sandri - batteria
- Pierluigi Ronzan - chitarra
- Giuseppe Tognon - basso
- Roberto Gerard - tastiera
- Radames Trevisan - cordovox
- Gianni Vettorel - sassofono tenore

## Discografia

### Album in studio
- 1969 – Giuliano e i Notturni (Ri-Fi RFL-ST 14032, ristampato nel 1996[3])

### Singoli
- 1968 – Il ballo di Simone/Oggi sono tanto triste (Ri-Fi RFN-NP 16257)
- 1968 – La giostra della felicità/Tu che conosci lei (Ri-Fi RFN-NP 16323)
- 1969 – L'amore difficile/Ragazzina ragazzina (Mendocino) (Ri-Fi RFN-NP 16351)
- 1969 – E sono solo/Prima di dormir bambina (Ri-Fi STP-NP 92002/3)
- Indimenticabile sei tu/Amici miei (Souvenir Record - 1031)
- 2025 – Sempre insieme a Simone (Mare Blu Music/Klasse Uno Edizioni/Starpoint Corporation)

### Album compilation
- 1992 – Il ballo di Simone (Replay Music, RMCD 4151)[4]